# Апраксін (селище)
Апра́ксін, колишнє село Апра́ксіно (рос. Апраксин, Апраксино) — селище в Кіровському районі Ленінградської області, Росія. Належить до муніципального утворення Мгінське міське поселення.

## Географія
Селище розташоване на північній стороні залізничної лінії Санкт-Петербург — Волховстрой-1 (платформа Апраксін).